# Paul Lancrenon

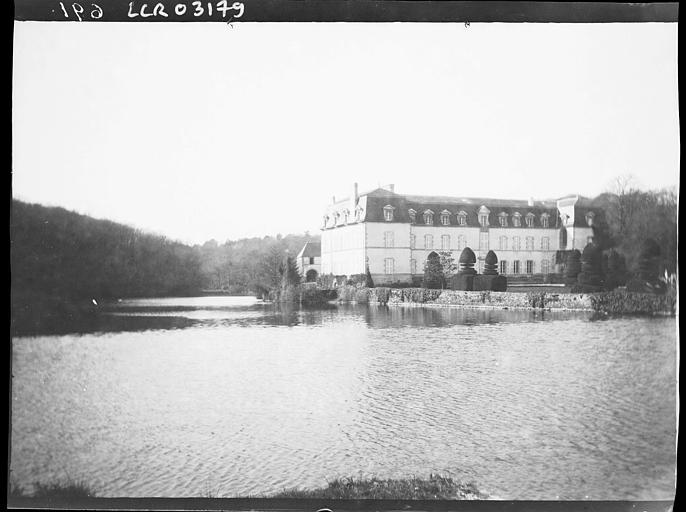
Abbaye Saint-Maurice de Carnoët, 1893

Marie-Paul Mathieu Lancrenon (26. července 1857 Besançon – 10. července 1922 Paříž) byl francouzský voják a amatérský fotograf.

## Životopis

### Studium a vojenská kariéra
Narodil se v prominentní rodině Besançonů – jeho otec byl notář – studoval na École Polytechnique a odešel v roce 1876. Poté se připojil k École d'application de l'artillerie et du génie ve Fontainebleau.
V roce 1881 se přidal k expedičnímu sboru, který se zúčastnil pochodu na Tunis, který vedl k nastolení francouzského protektorátu.
V roce 1890 se stal štábním důstojníkem. Jako plukovník velel v roce 1914 2. dělostřeleckému pluku. V prosinci 1914 byl jmenován brigádním generálem a zúčastnil se bitvy na Sommě a bitvy u Verdunu. V září 1917 byl povýšen na divizního generála. Svou vojenskou kariéru ukončil v roce 1918 jako zástupce inspektora na severoafrických územích. Do důchodu odešel ze zdravotních důvodů po nemoci, kterou prodělal během války.

### Plodný amatérský fotograf
Souběžně se svou vojenskou kariérou vedl četné expedice a plavby, při nichž pořídil mnoho fotografických snímků. Byl autorem série obrázků o Bretani, odkud pocházela jeho žena.
V roce 1891 opustil Belfort a cestoval na kole po Evropě během šestiměsíční dovolené; jeho cesta ho zavedla až do Ruska. V roce 1896 sjel na kánoi tok Horního Rýna z Dunaje a Volhy. Vydal sešit své expedice pod názvem Trois mille lieues à la pagaie, de la Seine à la Volga („Tři tisíce lig pádlem, od Seiny k Volze“), což vedlo k tomu, že byl navržen na oceněníŘád akademických palem.
Podnikl také několik horských výletů. Přešel Alpy, aby provedl průzkum tamních průsmyků. Z těchto výprav vydal v roce 1906 knížku Impressions d'hiver dans les Alpes. De la mer bleue au Mont-Blanc (Dojmy ze zimy v Alpách. Od modrého moře po Mont Blanc). V roce 1907 překročil Pyreneje, kde pozoruhodně fotografoval španělské migranty mířící do Francie.
Zemřel v roce 1922 ve vojenské nemocnici Val-de-Grâce na následky nemoci na frontě. V roce 1925 byl prohlášen za mort pour la France.
V roce 1987 francouzská vláda získala jeho fotografický archiv obsahující více než 5 000 negativů. Nyní jsou uchovány ve francouzských fotografických archivech.

## Ceny a ocenění
- 1894: Spona Médaille coloniale: "TUNISIE"
- 1897: Chevalier de la Legion d'honneur
- 1914: Officier de la Legion d'honneur
- 1919: Řád bílého orla Srbska

## Galerie

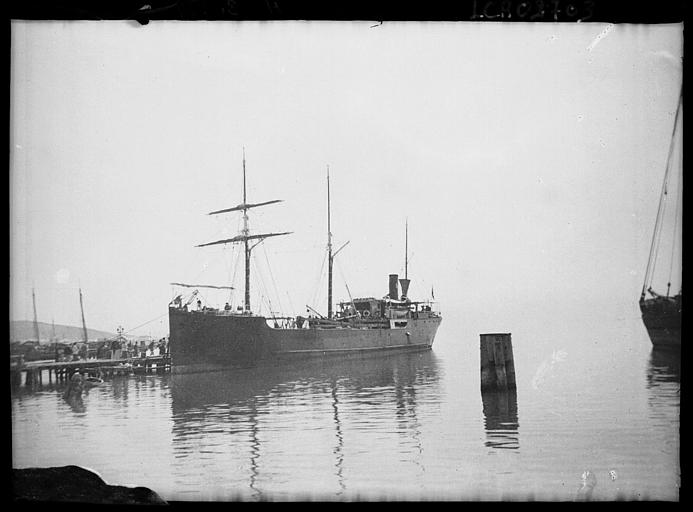
Azerbaïdjan. Le bateau le Zang amarré, sur la mer Caspienne
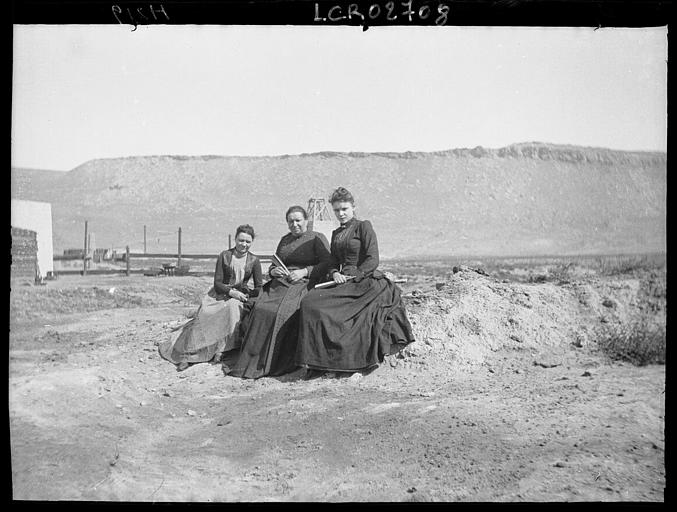
Azerbaïdjan. Madame et Mademoiselle Saintmarc. Madame Bonhomme dans le désert
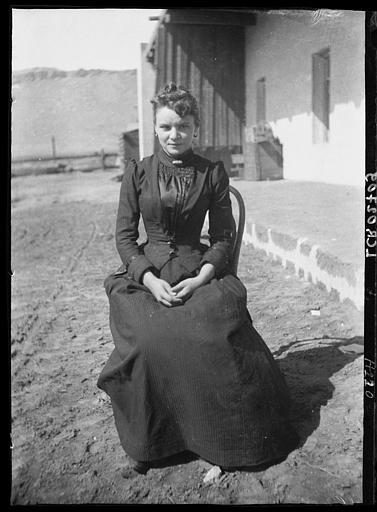
Azerbaïdjan. Mademoiselle Saintmarc
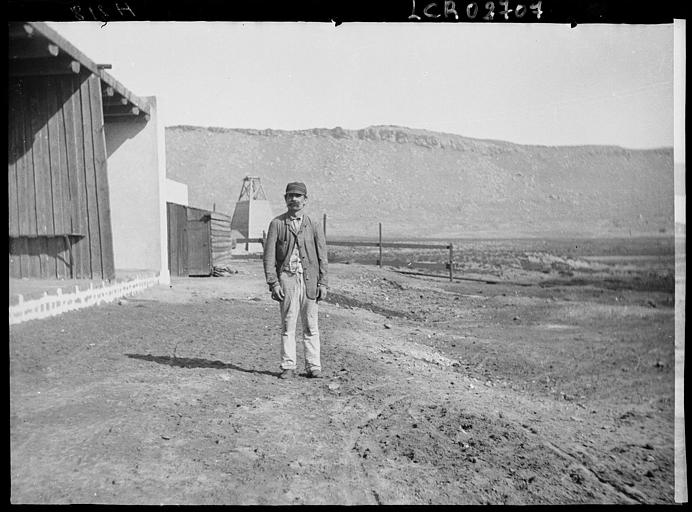
Azerbaïdjan. Monsieur Saintmarc dans le désert. Derrick à l'arrière-plan
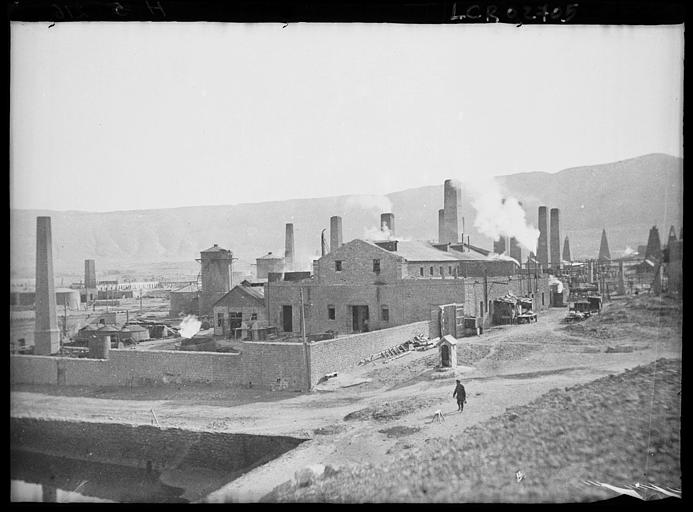
Azerbaïdjan. Raffinerie de pétrole, peut-être à Bakou
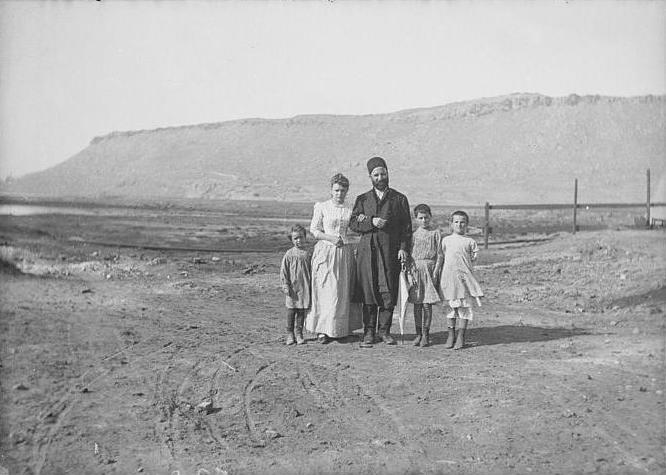
Hacı Zeynalabdin Tağıyev və uşaqları
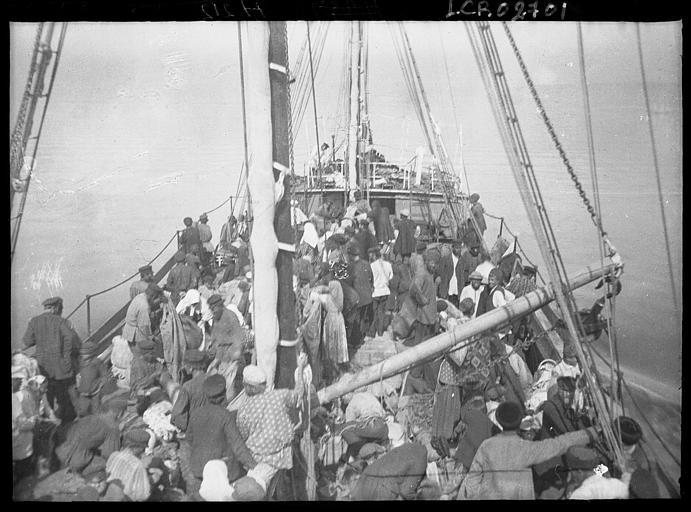
Pont du bateau le Azerbaïdjan. Zang, pris depuis la dunette. Foule voyageant
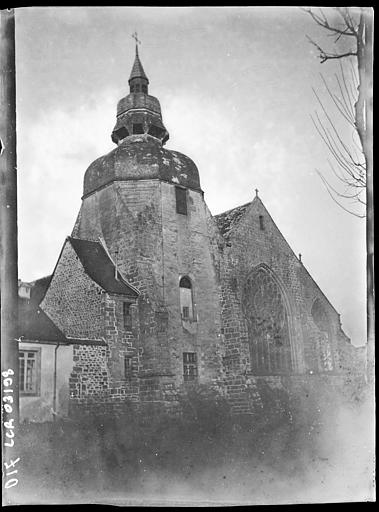
Pont-l'Abbé - ND des Carmes - Lancrenon